# 扬州清曲
扬州清曲是流传在江苏扬州、镇江一带的地方曲种，俗称“小唱”、“小曲”，起源于元代，使用扬州话演唱。

## 历史
扬州清曲起源于元代。元代夏庭芝所著的《青楼集》中已有“李芝儀，維揚名妓也。工小唱，尤善慢詞”的记载。
清代康乾年间扬州清曲达到了鼎盛。扬州清曲艺人曾到达广东、福建、江西、山东、两湖等地，并对当地的曲艺的形成和发展产生了影响。李斗在《扬州画舫录》一书中描绘了当时清曲的演出盛况，并记载了诸多著名艺人和曲牌名。
民国初年，随着大量苏北人来上海谋生，扬州清曲在上海达到中兴，涌现了一批著名艺人，如王万青、黎子云等等。唱片公司为他们灌制了清曲唱片，并在社会上发行。
1960年，扬州市人民政府批准成立了扬州曲艺团，吸收了许多民间清曲高手，并搜集整理了扬州清曲的资料。文化大革命期间，曲艺活动受到了极大的限制。1986年，广陵清曲之友社成立，扬州清曲逐渐复兴。2006年，扬州清曲被国务院列入第一批国家级非物质文化遗产。

## 表演形式
扬州清曲的表演者以男性居多，4-6人为最佳，1-2人也可，最多不超过8人，但每人须会演奏一种或几种乐器，能做到“手口一致”，“自弹自唱，自拉自唱”。唱法有“阔口”与“窄口”之分，“阔口”指男性用本来声腔演唱，而“窄口”指男性模仿女性声腔。
扬州清曲通常使用琵琶、三弦、月琴、檀板、碟子、瓷盘、酒杯等乐器伴奏。
早期主要用【劈破玉】、【银纽丝】、【四大景】、【倒扳桨】、【叠落金钱】、【吉祥草】、【满江红】、【湘江浪】等，后来主要用【软平】、【骊调】、【南调】、【波扬】、【春调】、【补缸】、【鲜花调】、【扬子调】、【杨柳青】、【雪拥蓝关】等